# Giprus desertorum
Giprus desertorum är en insektsart som beskrevs av Sawbridge 1975. Giprus desertorum ingår i släktet Giprus och familjen dvärgstritar. Inga underarter finns listade i Catalogue of Life.